# Günter Verheugen
Günter Verheugen (Bad Kreuznach, 28 aprile 1944) è un politico tedesco.
È stato commissario europeo.

## Formazione e carriera professionale
Dopo avere lavorato per due anni al quotidiano Neue Rhein-Neue Ruhr-Zeitung, tra il 1965 e il 1969 Verheugen studiò storia, sociologia e scienze politiche presso l'Università di Colonia e l'Università di Bonn.
Dopo la laurea, Verheugen guidò la sezione delle pubbliche relazioni del ministero dell'interno fino al 1974. Dal 1974 al 1976 fu a capo del servizio di analisi e informazione del ministero degli esteri.

## Carriera politica

### Carriera a livello nazionale
Dal 1978 al 1982 Verheugen fu segretario generale del Partito Liberale Democratico. Quando il partito fece mancare il suo appoggio al governo del cancelliere Helmut Schmidt Verheugen lasciò la FDP, assieme a diversi esponenti della sinistra liberale, e si iscrisse al Partito Socialdemocratico.
All'interno della SPD Verheugen ricoprì vari incarichi: portavoce dell'esecutivo nazionale (1986-1987), capo-redattore del periodico del partito Vorwärts (1987-1989), coordinatore del partito federale (1993-1995) e membro dell'esecutivo nazionale (1997). Nel 1997 venne eletto anche segretario del consiglio dell'Internazionale socialista per la pace, la sicurezza e il disarmo.
Verheugen fece parte del parlamento tedesco dal 1983 al 1998. Fece sempre parte della commissione parlamentare per gli affari esteri e nel 1992 fu anche presidente della commissione speciale per l'Unione europea. Fra il 1994 e il 1997 Verheugen fu vicepresidente del gruppo parlamentare dell'SPD.
Dal 1998 al 1999 Verheugen fu sottosegretario agli affari esteri nel primo governo Schröder.

### Carriera a livello europeo
Il 16 settembre 1999 Verheugen assunse la carica di commissario europeo per l'allargamento all'interno della neonata Commissione Prodi. In tale veste guidò la fase finale delle negoziazioni che portarono all'allargamento dell'Unione europea da 15 a 25 stati membri, nel maggio 2004.
Verheugen fece parte anche della Commissione Barroso I tra il 2004 e il 2010, svolgendo l'incarico di commissario europeo per le imprese e l'industria e di vicepresidente. All'inizio del suo mandato Verheugen indicò come sue priorità una migliore regolamentazione del settore, l'elaborazione di una politica industriale moderna, l'attenzione alle piccole e medie imprese e la promozione della ricerca e dell'innovazione. Verheugen contribuì significativamente all'elaborazione del regolamento REACH. Promosse l'introduzione di un brevetto unico europeo. Dopo il rifiuto di alcuni paesi stranieri di firmare il protocollo di Kyoto, Verheugen propose di tassare maggiormente le importazioni da quei paesi.
Nel 2006 Verheugen venne investito da due polemiche. Nell'ottobre del 2006 dichiarò che i funzionari europei sono impossibili da dirigere e che non è possibile licenziare i direttori generali, mentre in realtà è possibile. Nella primavera 2006 Verheugen venne accusato di avere promosso capo di gabinetto un'amica personale, Petra Erler, con uno stipendio netto mensile di più di 11500 €. Le sue smentite furono indebolite dalle foto che lo ritraevano mano nella mano con la donna ed assieme a lei su una spiaggia nudista (ottobre e dicembre 2006). Il comportamento venne criticato da vari parlamentari europei e membri del Bundestag. Nel 2011 la Commissione europea approvò un codice di condotta per i commissari che escludeva esplicitamente la possibilità di nominare coniugi, partner e parenti stretti nel proprio gabinetto, facendo sostanzialmente riferimento al caso Verheugen-Erler.

## Ritiro dalla vita politica
Dopo la fine del suo mandato alla Commissione europea, Verheugen è attualmente professore onorario all'Università europea Viadrina di Francoforte sull'Oder.
Dall'aprile 2010 lavora come senior advisor per la Royal Bank of Scotland.